# Adele Schallenmüller
Adele Schallenmüller (* 13. September 1887 in Luzern; † 26. April 1980 in Arlesheim, Kanton Basel-Landschaft; heimatberechtigt in Zürich) war eine Schweizer Malerin, Grafikerin und Bildhauerin.

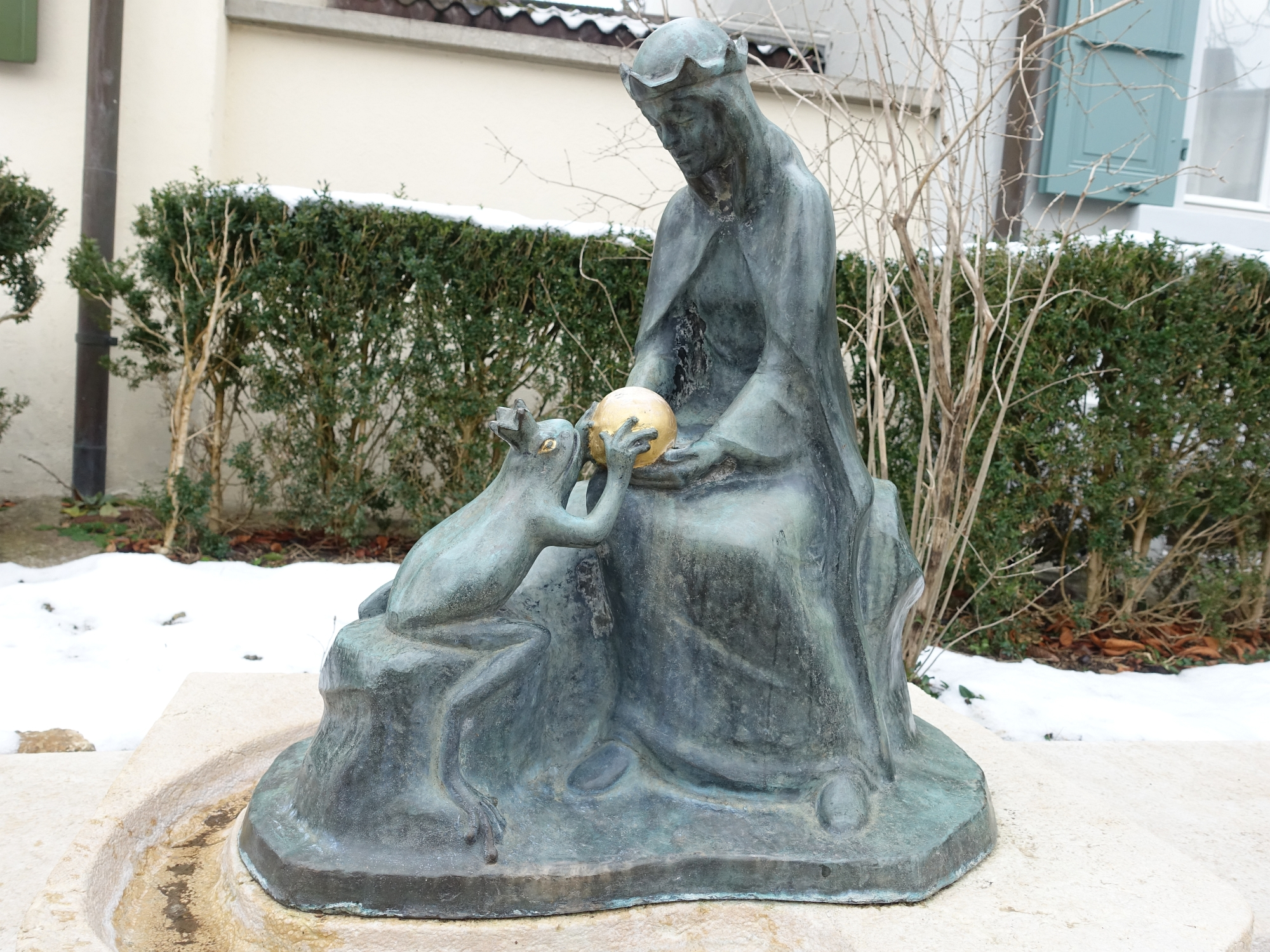
Froschkönig-Brunnenplastik (1945) in Arlesheim

## Werk
Adele Schallenmüller war eine Schülerin von Ida Schaer-Krause. In jungen Jahren schuf sie eine Marmorbüste des Schriftstellers Carl Spitteler. Um 1920 lebte sie in Hamburg. In den 1930er Jahren nahm sie an verschiedenen Gruppenausstellungen in der Schweiz teil, so auch 1939 an der Schweizerischen Landesausstellung in Zürich. In späteren Jahren war sie als Künstlerin am Goetheanum in Arlesheim tätig und vermachte die Rechte an ihren Werken dem Kinderheim Haus Sonnenhof in Arlesheim.

## Gruppenausstellungen
- Schweizerische Landesausstellung 1939. Zeichnen, Malen, Formen. II. Kunst der Gegenwart, Zürich Ausstellungsgelände am See 27. August 1939 – 29. Oktober 1939
- XIX. Nationale Kunstausstellung im Kunstmuseum in Bern, Bern, Kunstmuseum Bern 17. Mai 1936 – 12. Juli 1936
- Die Erwerbungen der Bernhard-Eglin-Stiftung, Luzern, Kunstmuseum Luzern 15. Dezember 1935 – 8. Januar 1936
- XIII. Ausstellung der Schweizerische Gesellschaft Bildender Künstlerinnen, Luzern, Kunstmuseum Luzern 1. September 1934 – 30. November 1934